# Иринарх (Грезин)
Епи́скоп Ирина́рх (в миру Влади́мир Кузьми́ч Гре́зин; 23 ноября 1951, Шумерля, Чувашская АССР — 24 января 2024, Москва) — епископ Русской православной церкви; епископ Раменский, викарий патриарха Московского и всея Руси.
Председатель Синодального отдела по тюремному служению. Член Общественного совета при ФСИН России.
Тезоименитство — 13 января [26 января] (преподобного Иринарха, затворника Ростовского).

## Биография

### Происхождение
Родился в 1951 году в городе Шумерля (Чувашская АССР) в семье рабочего. По окончании ПТУ в 1970 году работал электромонтёром на оптико-механическом заводе в городе Загорске (ныне Сергиев Посад). В 1970—1972 годах служил в Вооружённых силах СССР. В 1973—1974 годах работал электромонтёром-оператором на машиностроительном заводе им. Лавочкина в городе Химки Московской области.
В 1974—1975 годах работал в Троице-Сергиевой Лавре. В 1975—1978 годах учился в Московской Духовной семинарии; в 1978—1982 годах — в Московской Духовной академии, по окончании которой за курсовое сочинение по догматическому богословию «Святоотеческие догматические системы» Советом Академии был удостоен степени кандидата богословия.
3 апреля 1985 года, на последнем курсе обучения в аспирантуре при МДА, принял иноческий постриг с наречением имени Иринарх в честь преподобного Иринарха, затворника Ростовского. 13 апреля 1985 года был рукоположён во иеродиакона; 15 апреля 1985 года — во иеромонаха.
В июле — сентябре 1987 года изучал английский язык в Селли-Оук колледже в Бирмингеме. В 1987—1988 годах учился в Экуменическом институте в Боссэ, в Женеве (Швейцария). В 1988—1989 годах — слушатель в Гарвардской богословской школе при Гарвардском университете в Кембридже (Соединённые Штаты Америки).
С апреля 1989 года курировал в Отделе внешних церковных сношений программу преодоления алкоголизма и наркомании в сотрудничестве с Министерством здравоохранения СССР и ВНЦ наркологии. С апреля 1991 года — клирик вновь открытого больничного храма иконы Божией Матери «Отрада и Утешение» на Ходынском поле в Москве. Позднее — благочинный Всехсвятского округа города Москвы.

### Архиерейство
13 марта 2002 года Священный Синод Русской православной церкви определил ему по возведении в сан архимандрита быть епископом Пермским и Соликамским.
14 апреля 2002 года в Храме Христа Спасителя за литургией был хиротонисан во епископа. Хиротонию совершили Патриарх Алексий II, митрополиты Крутицкий и Коломенский Ювеналий (Поярков), Смоленский и Калининградский Кирилл (Гундяев), Солнечногорский Сергий (Фомин), Волоколамский и Юрьевский Питирим (Нечаев), Чебоксарский и Чувашский Варнава (Кедров); архиепископы Истринский Арсений (Епифанов), Екатеринбургский и Верхотурский Викентий (Морарь), Кемеровский и Новокузнецкий Софроний (Будько); епископы Филиппопольский Нифон (Сайкали) (Антиохийский Патриархат), Тихвинский Константин (Горянов), Орехово-Зуевский Алексий (Фролов), Тульский и Белёвский Кирилл (Наконечный), Дмитровский Александр (Агриков) и Сергиево-Посадский Феогност (Гузиков).
12 июля 2005 года встретился с предстоятелем Русской православной старообрядческой церкви митрополитом Андрианом (Четверговым).
25 декабря 2009 года назначен ректором возобновлённой Пермской духовной семинарии. В период правления епископа Иринарха, Пермской епархии удалось добиться возвращения в управление церкви ряда объектов недвижимости. По собственному признанию: «участки, где раньше стояли храмы, оказались уже распределенными и распроданными. И всё приходилось выколачивать, выбивать и, как результат, получать недоброжелателей…».
5 марта 2010 года решением Священного Синода освобождён от управления епархией и назначен епископом Красногорским, викарием Московской епархии, и председателем Синодального отдела по тюремному служению.
16 апреля 2010 года назначен настоятелем храма святителя Николая Мирликийского в Заяицком в Москве.
В декабре 2010 года распоряжением Патриарха Кирилла ему было поручено окормление приходских храмов на территории Юго-Западного административного округа города Москвы (Андреевское благочиние).
22 марта 2011 года решением Священного Синода назначен членом Высшего Церковного Совета Русской Православной Церкви.
31 декабря 2011 года назначен управляющим Юго-Западным викариатством в границах Юго-Западного административного округа года Москвы.
16 марта 2013 года распоряжением Патриарха Кирилла освобождён от должности управляющего Юго-Западным викариатством с выражением благодарности за понесённые труды.
13 апреля 2021 года Священный Синод определил епископу Иринарху именоваться епископом Раменским.
4 мая 2023 года Указом Патриарха Кирилла освобожден от должности настоятеля храма свт. Николая Мирликийского в Заяицком в Москве и назначен почётным настоятелем храма в честь иконы Божией Матери «Отрада и Утешение» на Ходынском поле.
Являлся председателем Комиссии по социальному служению в местах лишения свободы при Епархиальном совете Москвы.

## Общественно-политические выступления
30 июля 2004 года на своей пресс-конференции заявил, что намерен выйти из межконфессионального консультативного комитета, который объединяет руководителей шести традиционных религиозных общин на территории Пермской области, считая, что комитет не принимает никаких существенных решений и, в частности, не мешает католикам заниматься прозелитизмом.
10 февраля 2009 года не принял приглашения участвовать в конференции, посвящённой проблемам религиозной толерантности и организованной Межконфессиональным консультативным комитетом Пермского края; выступил с «Открытым письмом епископа Пермского и Соликамского Иринарха ко всем согражданам, руководителям учреждений образования и культуры, руководителям губернской и областной администрации», которое начиналось со слов: «В последние годы всё активнее навязывается нам некая „толерантность“ как тип поведения современного человека, который способствует якобы становлению и развитию гражданского общества в России и профилактике экстремизма» и призывало родителей добиваться запрещения уроков толерантности в государственных школах. Документ был размещён, среди прочего, на официальном сайте Московской Патриархии и вызвал обеспокоенность и критику в некоторых кругах российского общества.
20 февраля того же года представители Межконфессионального консультативного комитета Пермского края (МКК) ответили на открытое письмо епископа Иринарха: отметив, что для «верующего человека толерантность — не совсем удачный термин», они напомнили, что Россия подписала Декларацию прав терпимости (Declaration of Principles on Tolerance) от 16 ноября 1995 года; в ответе МКК также говорилось: «Мы рассматриваем данное письмо как личное мнение и не хотим распространять отношения между МКК и владыкой на отношения между МКК и РПЦ».
В 2012 году он уточнил своё понимание термина толерантность: «Хорошее слово — толерантность, то есть терпимость к другому человеку, к его слабостям, недостаткам, если они, конечно, не выходят за грань. Сейчас же толерантность становится тоталитарной. Все чаще нам говорят, что, исходя из понятия толерантности, ты обязан делать вот это, навязывают человеку, давят. Гегель говорил: „Всякая идея, доведенная до крайности, становится своей противоположностью“. Так и толерантность имеет определённые границы, за которыми она становится своей противоположностью. Это не толерантность, это насилие над свободой человека».
6 октября 2011 года отмечал: «Совесть и правда становятся „экономически нецелесообразными“. Наше земное Отечество, с учётом положительных сдвигов в благосостоянии народа в последние годы, находится на сложном и противоречивом этапе своего развития. Вопреки ожидаемому положительному результату проводимые в 90-х годах прошлого столетия реформы не способствовали стабилизации духовного и материального благополучия граждан нашей страны. Рост безработицы, быстрое расслоение социума, разрушение прошлых идеалов и ценностей, отсутствие общенациональной идеи повлекли за собой значительные негативные изменения, отразившись в растущей криминализации общества».

## Кончина
Скончался 24 января 2024 года в городской клинической больнице имени С. П. Боткина в Москве, после продолжительной болезни. 26 января 2024 года состоялось его отпевание в храме в честь иконы Божией Матери «Отрада и Утешение» на Ходынском поле. Похоронен на Алабушевском кладбище Зеленограда.

## Награды
Государственные:
- Орден Дружбы (2000 год) — за большой вклад в укрепление гражданского мира и возрождение духовно-нравственных традиций[31]
- Медаль «В память 850-летия Москвы» (1997 год)
- Медаль «За заслуги в проведении Всероссийской переписи населения» (2002 год)
- Медаль «В память 200-летия Минюста России» (2003 год)
- Медаль «200 лет МВД России» (2004 год)
- Нагрудный знак Государственного комитета Российской Федерации по статистике «За активное участие во Всероссийской переписи населения 2002 года»

Награды РПЦ:
- Орден святого благоверного князя Даниила Московского II[32] и III степени
- Медаль преподобного Сергия Радонежского I степени
- Медаль святого благоверного князя Даниила Московского